# Mortal Kombat: Rebirth
Mortal Kombat: Rebirth è un cortometraggio diretto da Kevin Tancharoen, realizzato per valutare l'interesse del pubblico verso un potenziale nuovo film basato sulla serie Mortal Kombat, a distanza di diversi anni dall'uscita dell'ultimo film: Mortal Kombat - Distruzione totale.
Si tratta di un trailer promozionale concepito da Tancharoen per convincere la Warner Bros. a produrre una nuova trasposizione, simile a quanto fatto per persuadere gli studi a realizzare Tron Legacy.
Molto atteso dal pubblico, inizialmente si pensava che fosse un corto promozionale per un nuovo videogioco di Mortal Kombat, in vista dell'edizione 2010 dell'E3, che si tenne al Los Angeles Convention Center tra il 15 e il 17 giugno 2010.
Non viene menzionato Outworld né alcun altro elemento soprannaturale, sebbene il torneo stesso sia una parte centrale della trama.

## Trama
La storia si svolge interamente all'interno di un commissariato dell'immaginaria metropoli statunitense Deacon City, nel 2010. Il capitano della polizia Jackson Briggs, soprannominato "Jax", è in una seduta d'interrogatorio con il detenuto Hanzo Hasashi, durante la quale discutono di due criminali noti come "Reptile" e "Baraka". Quest'ultimo è coinvolto nel recente assassinio dell'ex attore Johnny Cage, che era diventato un agente sotto copertura. Secondo Briggs, i due potrebbero essere collegati al misterioso Shang Tsung. L'occasione ideale per scoprire i loro traffici e eliminarli sarebbe un torneo di combattimento indetto dallo stesso Tsung, imminente all'inizio del film.
Briggs propone di concedere la libertà a Hasashi, un pericoloso assassino giapponese, per permettergli di partecipare a questo torneo. In tal modo, avrà l'opportunità di uccidere i tre sospettati e altri criminali attivi in città. Tuttavia, Hasashi rivela di essersi fatto incarcerare volontariamente e che potrebbe liberarsi in qualsiasi momento. Quando il suo interesse per l'offerta sembra svanire, entra in stanza l'agente Sonya Blade, che informa Hasashi che il combattente "Sub-Zero", suo acerrimo nemico, parteciperà al torneo. Hasashi, convinto di averlo ucciso, scopre che l'uomo da lui assassinato era in realtà il fratello del vero guerriero; questa rivelazione riaccende il suo interesse per l'offerta di Briggs.
Ormai libero, Hasashi partecipa al torneo per compiere la sua vendetta e, allontanandosi, rivela la sua vera identità: egli non è altri che il temibile "Scorpion".

## Sfondo
Un film intitolato Mortal Kombat: Devastation doveva essere realizzato qualche tempo dopo l'uscita di Mortal Kombat: Distruzione Totale, ma, a causa del fallimento al botteghino internazionale e delle critiche negative ricevute, l'intera produzione fu bloccata a tempo indeterminato. Per oltre un decennio, la preproduzione fu caratterizzata da fasi alternate di sviluppo e interruzioni, con diverse riscritture della sceneggiatura. Si era discusso di girare alcune scene in località vicine a New Orleans, ma dopo il passaggio dell'uragano Katrina molti set furono gravemente danneggiati, mentre altri vennero distrutti completamente, costringendo a un ulteriore blocco della produzione in attesa di sviluppi futuri.
Nel giugno 2009, Lawrence Kasanoff citò in tribunale la Midway Games riguardo a problemi relativi alla comproprietà dei diritti dell'opera in una causa legale per bancarotta, facendo presupporre che il terzo film non fosse stato definitivamente abbandonato. Il mese successivo, la Warner Bros. acquistò gran parte dei beni della Midway, inclusa la serie Mortal Kombat. Nello stesso periodo, l'attore Chris Casamassa dichiarò di dover riprendere il ruolo di Scorpion secondo un programma di produzione che prevedeva l'inizio delle riprese nel settembre del 2009. Linden Ashby, che interpretava Johnny Cage nel primo film, annunciò durante un'intervista a Soap Talk di aver ricevuto un copione del nuovo film e che molto probabilmente avrebbe ripreso il suo ruolo originale. Nonostante queste notizie, della produzione non si seppe più nulla e la pagina ufficiale dedicata a Mortal Kombat sul sito della Threshold Entertainment non fu più aggiornata dal 2004.
Nel gennaio 2010, il sito Bloody Disgusting riportò la notizia dell'ingaggio da parte della Warner Bros. di Oren Uziel come sceneggiatore; tuttavia, l'interessato smentì ogni suo coinvolgimento in un'intervista per G4 nel maggio seguente. Nel frattempo, Paul W.S. Anderson espresse il proprio interesse a partecipare alla direzione del nuovo film.

## Produzione
Mortal Kombat: Rebirth nasce come progetto di Kevin Tancharoen, noto produttore di Fame - Saranno famosi della Metro-Goldwyn-Mayer, per dimostrare alla Warner Bros. la sua capacità di guidare un potenziale nuovo film su Mortal Kombat. Secondo Jeri Ryan, si sarebbe trattato di un proof of concept (letteralmente "prova concettuale") del regista, ovvero una rappresentazione parziale di ciò che Tancharoen aveva in mente per il suo film. La sceneggiatura è stata scritta dall'amico e collaboratore di Tancharoen, Oren Uziel, sfruttando il suo coinvolgimento nella sceneggiatura commissionata dalla Warner per un terzo film di Mortal Kombat. Il cortometraggio vede la partecipazione di nomi illustri dell'industria cinematografica americana, tra cui Michael Jai White (Jax), Jeri Ryan (Sonya Blade), Matt Mullins (Johnny Cage), Lateef Crowder (Baraka) e Ian Anthony Dale (Scorpion). Le coreografie delle scene di lotta sono state coordinate da Larnell Stovall. Le riprese si sono svolte nell'aprile 2010, mantenendo il massimo riserbo, utilizzando due cineprese digitali RED e senza effetti visivi, per un costo totale della produzione di 7.500 dollari.
Il cortometraggio ha una durata di 7 minuti e 49 secondi, e l'ambientazione principale è una sala interrogatori. Attraverso domande sui vari personaggi, vengono mostrati spezzoni di ricordi e uccisioni, oltre alla presentazione di alcuni antagonisti e comprimari. Rebirth viene indicato come prologo per un potenziale lungometraggio e presenta una versione alternativa dell'universo di Mortal Kombat, in cui i personaggi hanno origini diverse e sono rappresentati in un contesto di maggiore realismo.

## Distribuzione
Il cortometraggio Mortal Kombat: Rebirth è stato pubblicato su YouTube l'8 giugno 2010, suscitando una notevole sorpresa tra gli appassionati, grazie anche alla presenza di nomi noti e all'intensità delle scene. Il sito web Latino Review si è impegnato a ricercare la fonte del corto e ulteriori informazioni per spiegare i motivi della sua realizzazione, chiarendo in un articolo che il corto era stato prodotto come prova per un possibile nuovo film di Mortal Kombat.
L'iniziale uscita su Internet ha generato confusione, poiché molti credevano si trattasse di un video promozionale per un nuovo videogioco di Mortal Kombat. A supporto di questa teoria, anche i rappresentanti di Michael Jai White pensavano che fosse una pubblicità per un nuovo gioco.Jeri Ryan ha spiegato che la sua partecipazione era "un favore per un amico" in procinto di realizzare un film.

## Mortal Kombat: Legacy
La Warner Bros. decise, dopo il successo del cortometraggio, di produrre una webserie dal titolo Mortal Kombat: Legacy, diretta da Kevin Tancharoen, che vede anche la partecipazione di Ed Boon, il creatore del franchise di Mortal Kombat.
La serie, composta da nove episodi, è caratterizzata da una miscela di realtà e misticismo, e ogni episodio si focalizza su uno o più personaggi. Nell'opera vengono rappresentati Jax, Sonya e Kano (episodi 1-2), Johnny Cage (episodio 3), Kitana e Mileena (episodi 4-5), Raiden (episodio 6), Scorpion e Sub Zero (episodi 7-8), Cyrax e Sektor (episodio 9). Sono apparsi inoltre Stryker, Shang Tsung, Shao Khan, Sindel, Baraka, Quan Chi e Hydro, un personaggio mai apparso nei videogiochi.
La serie venne trasmessa su YouTube dall'11 aprile 2011; gli episodi hanno una durata di circa 9-12 minuti e tra i protagonisti recita parte del cast già apparso in Mortal Kombat: Rebirth.